# À l'est du Rio Concho
Pour plus de détails, voir Fiche technique et Distribution.
À l'est du Rio Concho est un film français réalisé par Gilbert Roussel, sorti en 1978,.

## Synopsis
Georges (Gilbert Roussel) et Patrick (Patrick Préjean) décident d'aller retrouver Julie (Patricia Jantet), là-bas, dans l'Ouest américain, à l'est du Rio Concho. Ils partent ensemble et ils font la connaissance de Léo (Léon Migrian) qui rêve de changer de vie. Roulant dans une grosse voiture, quand les trois amis arrivent sur les rivages de leur terre promise, ils découvrent que Julie travaille dans un théâtre érotique. Les difficultés s'amoncellent et, un matin, la grosse voiture force un barrage policier...

## Fiche technique
- Titre original : À l'est du Rio Concho
- Autres titres francophones : Ça va paniquer
- Réalisation : Gilbert Roussel
- Scénario : Gilbert Roussel
- Assistant réalisateur : Maxime Debest
- Directeur de la photographie : Raymond Heil
- Musique : Benoît Kaufman
- Production : Gilbert Roussel
- Société(s) de production : Flying Dutchman Productions
- Pays d’origine :  France
- Langue originale : français
- Format : couleur
- Genre : aventures
- Durée : 93 minutes
- Dates de sortie : France : 22 février 1978

## Distribution
- Patrick Préjean : Patrick
- Gilbert Roussel : Georges
- Léon Migrian : Léo
- Raoul Delfosse : Gaston
- Corinne Lahaye : Christine
- Paulette Frantz : Marquise
- Patricia Jantet : Julie
- Lucien Bernard : Le cafetier
- Jean-Pierre Vaguer : Bertand
- Aurore Vindedogel : La pompiste
- Bernard Thimonnier : Le garagiste